# 屏山街道
屏山街道，是中华人民共和国云南省昆明市禄劝彝族苗族自治县下辖的一个街道。

## 历史
2019年12月12日，昆明市人民政府批准屏山街道析置为屏山街道、崇德街道，2020年1月23日崇德街道正式成立。

## 行政区划
屏山街道下辖以下地区：
北街社区、南街社区、旧县社区、六江社区、鲁溪社区、咪油社区、云龙水库移民一社区、云龙水库移民二社区、云龙水库移民三社区、云龙水库移民四社区、云龙水库移民五社区、砚瓦冲村、绿槐村、茂龙村、发明村和克梯村。